# Изо дня в день
«Изо дня в день» (пол. Z dnia na dzień) — польский немой чёрно-белый художественный фильм 1929 года, снятый режиссёром Юзефом Лейтесом на студии Dworkowski-Film.
Премьера фильма состоялась 25 октября 1929 года. Экранизация одноименной повести Фердинанда Гетеля.

## Сюжет

Кадр из фильма

Действие фильма происходит во время Первой мировой войны. На поле боя раненый польский солдат австро-венгерской армии борется со смертью. Его мучает жажда. Он пробует напиться из болотной лужи. Но на него нападаeт раненый неприятель — тоже поляк, солдат русской армии. Они яростно сражаются. Позже их свяжет настоящая дружба и кровное братство. Польский солдат, взятый в плен, убегает и добирается до хутора, где живёт полесская красавица — Маруся (как позже выясняется, жена Яна Зарембы — друга Юрека). Маруся, несмотря на запрет властей, заботится о раненом воине и спасает его, сообщив властям, что раненый — её муж. Когда ложь раскрылась — Марусе и Юреку приходится бежать, но после погони беглецы всё же схвачены казаками и отправлены в трибунал. Тем временем австрийская армия занимает Полесье, а русские бегут. Вместе с польской армией прибывает Ян Заремба, которого все считали погибшим. Заремба, видя, что друг искренне любит его жену, не зная, что Маруся — его жена, решает не нарушать их счастья и возвращается на свой хутор — чтобы начать одинокую жизнь.

## В ролях
- Ирена Гавенцкая — Маруся Радзеёвская
- Мария Горчиньская — Катя
- Веслав Гавликовский — Ян Заремба, муж Маруси
- Адам Бродзиш — Юрек
- Владислав Вальтер — русский офицер
- Ежи Кобуш — русский солдат
- Люцьян Журовский
- Лех Оврон — судья трибунала